# Magyar Zoltán (politikus)
Magyar Zoltán (Mosonmagyaróvár, 1982. február 28. –) agrármérnök, a Jobbik Magyarországért Mozgalom egykori parlamenti képviselője, illetve alelnök 2022-től.

## Élete
2000-ben a győri Pattantyús-Ábrahám Géza Ipari Szakközépiskolában érettségizett. 2001-ben ugyanitt technikusi végzettséget szerzett. 2009-ben a Nyugat-magyarországi Egyetem Mezőgazdaság- és Élelmiszertudományi Karán szerzett agrármérnöki diplomát.
Tagja több társadalmi egyesületnek, civil és karitatív szervezetnek. Rendszeres szervezője hagyományőrző és kultúraápoló rendezvényeknek.
Nőtlen. Római katolikus vallású.

## Politikai pályája
2000-ben lépett be a Magyar Igazság és Élet Pártjába. Később a Győr-Moson-Sopron megyei MIÉP Ifjúsági Tagozatának vezetője volt. A 2002-es önkormányzati választásokon Mosonmagyaróváron a képviselőjelöltként indult.
2007-ben lett tagja a Jobbiknak. 2008 óta megyei elnöke a pártnak. A 2009-es európai parlamenti választások során a Jobbik megyei kampányfőnöke volt. A mozgalom Agrár és Vidékfejlesztési Kabinetjének tagja. A 2010-es országgyűlési választásokon Győr-Moson-Sopron megye 6-os számú választókerületének képviselőjelöltje volt. A választók 13,81%-a adta rá a voksát, ami 4152 szavazatot jelent, így második helyet szerzett, megelőzve az MSZP-t. A Győr-Moson-Sopron megyei listáról jutott az Országgyűlésbe.
2014-ben és 2018-ban a Jobbik országos listájáról kapott mandátumot.
A 2021-es magyarországi ellenzéki előválasztáson a Jobbik Győr-Moson-Sopron megyei 5. sz. országgyűlési egyéni választókerületében indította, amit meg is nyert, de utána az országgyűlési választáson már vereséget szenvedett a kormánypárt jelöltjével szemben.